# Koto (instrument muzical)

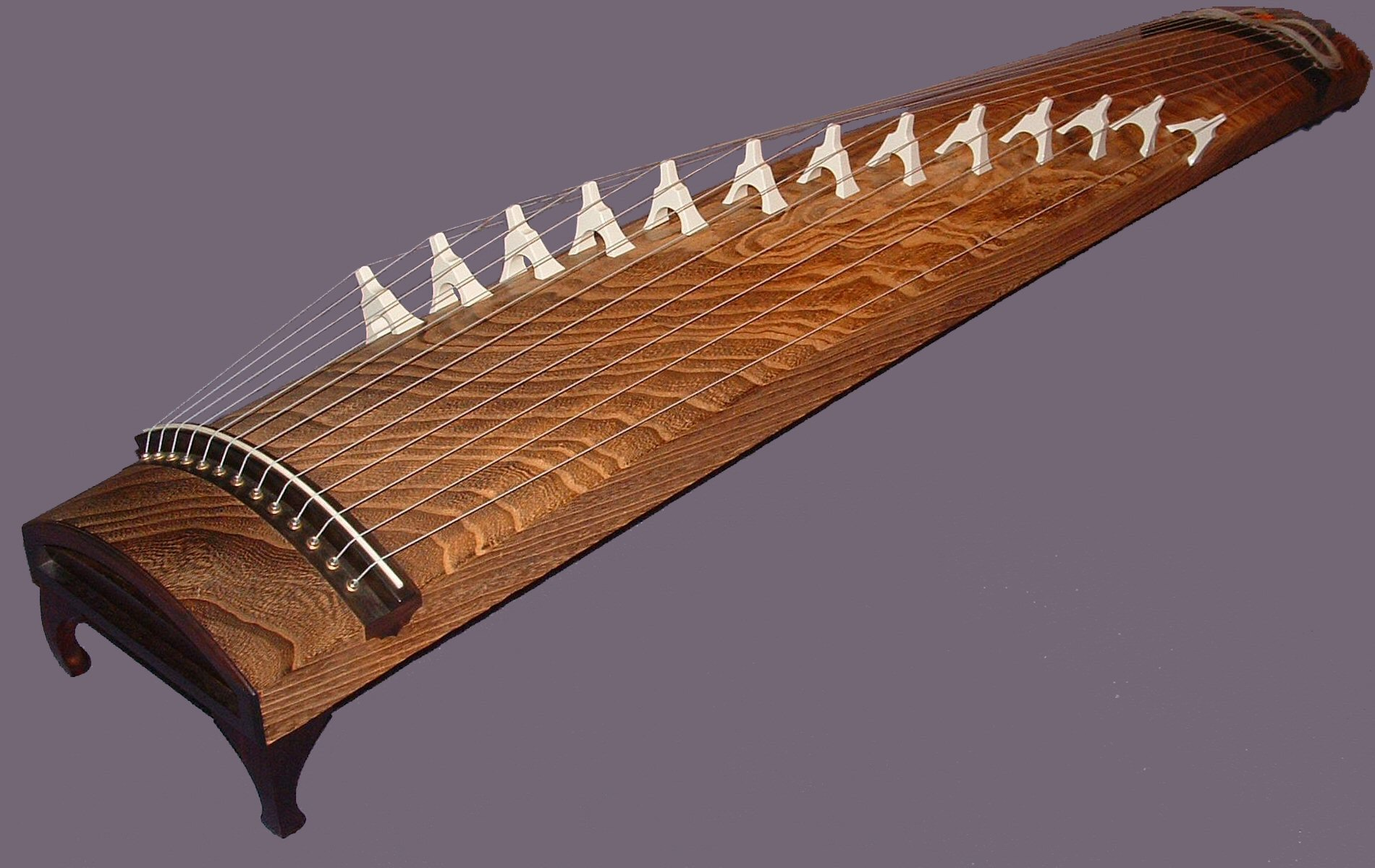
Un koto japonez cu 13 corzi

Koto este un instrument japonez provenit din China cu 13 corzi atașate de o placă de lemn de paulownia (Paulownia tomentosa), cu lungimea de aproximativ 180 cm și lățimea de 25 cm. Placa de lemn este goală în interior. Fața superioară are două orificii.
În vechime corzile erau de mătase. În prezent corzile se fac din nailon sau din teflon.
Instrumental produce sunete prin ciupirea corzilor de către degetele index, arătător și mijlociu, la care se poartă un fel de unghii numite tsume (爪).